# Pygospila cuprealis
Pygospila cuprealis là một loài bướm đêm trong họ Crambidae.